# Rio Anatoki
O rio Anatoki está localizado na região da Tasmânia na Nova Zelândia, e é um afluente do rio Takaka. O seu nome significa "gruta da enxós de pedra".